# カオス理論

カオス性を持つローレンツ方程式の解軌道

カオス理論（カオスりろん、英: chaos theory、独: Chaosforschung、仏: théorie du chaos）とは、力学系の一部に見られる、数的誤差により予測できないとされている複雑な様子を示す現象を扱う理論である。カオス力学ともいう。
ここで言う予測できないとは、決してランダムということではない。その振る舞いは決定論的法則に従うものの、積分法による解が得られないため、その未来（および過去）の振る舞いを知るには数値解析を用いざるを得ない。しかし、初期値鋭敏性ゆえに、ある時点における無限の精度の情報が必要であるうえ、（コンピューターでは無限桁を扱えないため必然的に発生する）数値解析の過程での誤差によっても、得られる値と真の値とのずれが増幅される。そのため予測が事実上不可能という意味である。地震、森林火災、株式市場の価格変動など、多くのカオスシステムは、根底にべき乗分布を呈しています。これらのシステムでは、分布に関する知識に基づく確率予測は、決定論的な予測が困難な場合でも成功する可能性があります。このようなアプローチは、過去数十年にわたり、地震工学、環境研究、経済学、金融などの分野におけるリスク分析に用いられてきました。

## カオスの定義と特性
ある初期状態が与えられればその後の全ての状態量の変化が決定される系を力学系と呼ぶ。特に、決定論に従う力学系を扱うことを強調して決定論的力学系とも呼ばれる。カオス理論において研究されるカオスと呼ばれる複雑で確率的なランダムにも見える振る舞いは、この決定論的力学系に従って生み出されるものである。この点を強調するためカオス理論が取り扱うカオスを決定論的カオス(deterministic chaos)とも呼ぶ。複雑で高次元の系ではなくとも、1次元離散方程式や3次元連続方程式のような非常に簡単な低次元の系からでも、確率的ランダムに相当する振る舞いが生起される点が決定論的カオスの特徴といえる。この用語は、カオス理論以前から存在するボルツマンにより導入された分子カオスと呼び分ける意味合いもある。ボルツマンによるカオスは確率論的乱雑さを表しており、カオス理論におけるカオスとは概念が異なる。
カオス理論におけるカオスの厳密な定義は研究者ごとに違い、まだ統一的な定義は得られていない。できるだけ簡単な表現でまとめると、カオスの定義あるいはカオスと呼ばれるものの特性とは、「非線形な決定論的力学系から発生する、初期値鋭敏性を持つ、有界な非周期軌道」といえる。また、このような軌道を含む力学系の性質を指してカオスとも呼ぶ。軌道を指していることを明らかにする場合はカオス軌道(chaotic orbit)と呼ぶ場合もある。以下に、もう少し詳細に説明する。

### 非線形性
力学系には大きく分けて線形力学系と非線形力学系が存在するが、線形力学系ではカオスは発生しない。その系からカオスが生起されるためには、系が何らかの非線形性(nonlinearity)を持つ必要がある。言い換えると、軌道を生成する系が非線形力学系であることは、その系からカオスが生起されるための必要条件である。これの十分条件は満たされず、すなわち、非線形力学系であれば必ずカオスが生起するわけではない。以下に述べる特性と違い、非線形性はカオス軌道自体の特性というよりは、カオスを生起する系の特性である。

### 初期値鋭敏性
カオスの定義あるいは特性として第一に挙げられるのが初期値鋭敏性(sensitivity to initial conditions)である。これは、同じ系であっても初期状態に極僅かな差があれば、時間発展と共に指数関数的にその差が大きくなる性質である。この性質は軌道不安定性(orbital instability)と言い換えられることもある。定量的には、この初期値鋭敏性は、リアプノフ指数、コルモゴロフ-シナイエントロピーなどで評価される。
初期値鋭敏性により極めて小さな差も指数関数的に増大していくので、初期値鋭敏性を有する実在の系の将来を数値実験で予測しようとしても、初期状態（入力値）の測定誤差を無くすことはできないので、長時間後の状態の予測は近似的にも不可能となる。このような性質は長期予測不能性(long-term unpredictability)や予測不可能性(unpredictablity)などとも呼ばれる。一方で、たとえカオスであっても決定論的法則から発生されるものであるため、短時間内であれば有用な予測は可能といえる。以上のような性質は、標語的にバタフライ効果(butterfly effect)と呼ばれる。

### 有界性
初期値鋭敏性、すなわち指数関数的に初期状態の差が広がる軌道を有する系というだけでは、カオスには該当しない。カオス軌道であるためには軌道がある有界な範囲に収まる必要がある。このようなカオスの特性は有界性(boundedness)とも呼ばれる。
初期値鋭敏性のみではカオスとならない例として、{\displaystyle x_{n+1}=ax_{n}}という単純な等比数列形式の離散力学系の写像が考えられる。これに対して初期値が異なる2つの軌道を考えると、初期値の差をδとすれば、その差は{\displaystyle a^{n}\delta }で表せる。よって、これら2つの軌道は離散時間nが増加すれば指数関数的に差が開いていくので、系は初期値鋭敏性を有するといえる。しかし、これらの軌道は{\displaystyle x_{n}=x_{0}\ a^{n}}で示される単純な指数関数曲線であり、有界な領域に収まらず発散してしまい、非周期的な軌道も存在しない。

### 非周期性
カオスの特徴は、平衡点に収束するわけでもなく、周期的軌道に漸近するわけでもなく、非周期的な軌道を取る点である。カオスが認識されるようになる以前は、非周期的な運動が発生するには、発生させる系自体も複雑なものだろうと考えられていたが、非常に簡単な決定論的な法則（力学系）からでも非周期運動が発生する点がカオスの特徴である。平衡点収束と周期的軌道以外にも力学系では準周期的軌道と呼ばれる軌道も存在し、非常に複雑で不規則的な軌道を取るが、初期値鋭敏性を持たないことからカオスには分類されない。カオスが非周期軌道を取ることの特性は非周期性(nonperiodicity)などと呼ばれる。非周期的であるかどうかは、パワースペクトルが幅のある連続的スペクトルを示すかどうかなどで評価される。

### 数学的定義の例
カオスの数学的定義として、しばしば引用される、位相的方法による標準的な定義であるロバート・デバニー(Robert L.Devaney)の定義がある。これを例として以下に示す。
次の3つの条件を満たす写像f: V → Vは、Vの上でカオス的であるといえる。
1. 初期条件に鋭敏に依存する。
2. 位相的に推移的である。
3. 周期点はVにおいて稠密である。

ここで、条件1は次の条件を満たすことである。
fの反復合成写像をfnとしたとき、あるδ > 0が存在し、任意のx ∈ Vと、xの任意の近傍Nに対して、{\displaystyle \left|f^{n}(x)-f^{n}(y)\right\vert >\delta }を満たすような、y ∈ N、n > 0が存在する。
条件2は次の条件を満たすことである。
任意の開集合の対U, J ⊂ Vに対して、fk(U) ∩ J ≠ ∅を満たすような、k > 0が存在する。
条件3は次の条件を満たすことである。
周期点の集合Yの閉包cl(Y)が、cl(Y) = Vである。

## 研究史

### カオス命名以前
カオス理論誕生以前にも、カオスの性質の1つである初期値鋭敏性の存在について既に指摘されていた。ジェームズ・クラーク・マクスウェルが、1877年の著書「物質と運動」の冒頭中で、『「同じ原因は常に同じ結果を生み出す」という、よく引用される原則がある。もう一つの原則として、「似た原因は似た結果を生む」というものがある。多くの物理現象はこれを満たすような状態にあるが、小さな初期状態の違いがシステムの最終状態に非常に大きな変化をもたらす場合もある』と述べている。さらにマクスウェルは、続く注記の中で『気象現象は局所的な不安定性の限りない集まりに起因するような現象かもしれず、1つの有限な法則体系に全く従わないような現象かもしれない』と述べており、後にローレンツが指摘するような気象現象の不安定性を指摘している。
19世紀における一般的な非線形微分方程式の解法手法は、ウィリアム・ローワン・ハミルトン等の成果に代表される積分法（積分、代数変換の有限回の組み合わせ）による求解と、微小なずれを補正する摂動法である。この積分法による解が得られる系を、ジョゼフ・リウヴィルは可積分系と呼んだ。その条件は、保存量の数が方程式の数（自由度）と一致することであった。
カオス理論の始まりともされる系統的研究の最初のものとしては、アンリ・ポアンカレによる仕事が挙げられる。1880年代、ポアンカレは、三体問題の研究において、非周期的で、増加し続けないまたは固定点へ到達しない軌道があり得ることを発見した。1892年から1899年、ポアンカレは、三体問題では保存量が不足し積分法による解析解が得られないこと（ポアンカレの定理）を証明した（このような系を非可積分系と呼ぶ）。彼は、この場合に軌道が複雑となることを示唆している。ただし、この時点では、その実態は認識されていなかった。
実在の系でカオス運動を観察したと考えられる例としては、1927年のファン・デル・ポール(en:Balthasar van der Pol)とファン・デル・マークによる実験報告が挙げられる。彼らは1927年の論文において非線形電気回路の実験における周波数非増加(Frequency demultiplication)と呼ぶ現象を報告した。これは彼らが構成した非線形な電気回路において、コンデンサの容量Cをパラメータ的に増加させていくと、回路の発振周波数ωがω/2, ω/3, ω/4,...という風に非連続的に移り変わっていく現象である。特に、ファン・デル・ポールらは、このような発振周波数の非連続的な遷移の前に不規則な雑音(irregular noise)が発生することを報告している。小室元政らは、実在の系によるカオス現象の報告はこの実験が最初だろうと推測している。しかし、ファン・デル・ポールらは、この現象を副次的な現象(subsidiary phenomenon)と見なして、それ以上の研究は続けなかった。
1940年代、アンドレイ・コルモゴロフ、V.B.チリコフ等により、このハミルトン力学系（例えば、多体問題といった散逸項の無いエネルギーが保存される系）のカオス研究が進められた。大自由度ハミルトニアン系カオスは、統計力学の根源に結びつくものでもあるが、その定義すら困難であり今後の研究が期待される。

### カオス命名と研究の隆盛
1961年、エドワード・ローレンツにより、簡単な微分方程式から作られる天気予報の気象モデルの数値計算結果がカオス的な振る舞いをすることが発見された。1963年、この結果はテント写像により引き起こされるカオスとして発表された。このタイプのカオスは、ローレンツカオス（後述するカオスの例）と呼ばれ、ローレンツ・アトラクタを持つことでも有名である。しかし、このローレンツの論文は当時はほとんど注目を集めることなく埋もれてしまった。
また京都大学工学部の上田睆亮は、1961年に既に、非線形常微分方程式を解析する電気回路で発生したカオスを物理現象として観測し、不規則遷移現象と称してカオスの基本的性質を明らかにしていた。しかし、日本の学会ではその重要性が認識されず長い間日の目を見なかった。この上田が発見したストレンジ・アトラクタは、後の1980年にフランスの数学者ダビッド・リュエルによりジャパニーズ・アトラクタと命名され、日本海外でも知られるようになった。
これらの複雑な軌道の概念は1975年、ジェイムズ・A・ヨークとリー・ティエンイエンによりカオスと呼ばれるようになった。また、マンデルブロ集合で有名なブノワ・マンデルブロなどにより研究が進んだ。
一方では、非線形方程式の中にはソリトン（浅水波のモデル）のように無限の保存量を持ち、安定した波形を保ち将来予測の可能な、解析的な振る舞いが明らかになっているものもあり、カオスとは対極にある存在である。しかし、ソリトンと言えども、連続無限自由度を扱うような特殊な場合で可積分系が破れることがあり、その場合カオスになることが指摘された。

## カオスの一例

### ロジスティック写像
二次方程式を用いた写像
{\displaystyle X_{n+1}=aX_{n}(1-X_{n}):0\leq a\leq 4,\ 0\leq X_{0}\leq 1}
をロジスティック写像と呼ぶ。もともとロジスティック方程式という連続時間の微分方程式として、19世紀から知られていたが、写像として時間を離散的にすることで、極めて複雑な振舞いをすることが1976年、ロバート・メイによって明らかにされた。
ロジスティック写像は生物の個体数が世代を重ねることでどのように変動していくのかのモデルとして説明される。ここで {\displaystyle a}（下図の横軸）が繁殖率、{\displaystyle X_{n}}（下図の縦軸）が{\displaystyle n}世代目の個体数を表している。
- {\displaystyle a\leq 3} のとき、個体数{\displaystyle X_{n}}はある一定の値に収束する。
- {\displaystyle 3<a\leq 3.56995} のときについては、まず{\displaystyle a}が3を超えたところで{\displaystyle X_{n}}が2つの値を繰り返す様になる。さらに{\displaystyle a}が{\displaystyle 1+{\sqrt {6}}}より大きくなると{\displaystyle X_{n}}のとる値が4つ、8つと増加していく。この周期逓倍点の間隔は一定の比率ファイゲンバウム定数で縮まる。

- {\displaystyle 3.56995<a} のとき、{\displaystyle X_{n}}のとる値に規則性が見られなくなる。この境界値3.56995をファイゲンバウム点と呼ぶ。周期逓倍点の間隔が0に収束し、周期が無限大に発散したのであるが、場所によっては3と7の周期性が戻る。この部分は"窓"と呼ばれる。

この様に単純な二次方程式から複雑な振る舞いが発生し、また {\displaystyle a=4} 付近では初期値{\displaystyle X_{0}}のわずかな違い（例えば0.1と0.1000001）が将来の値{\displaystyle X_{n}}に決定的な違いをもたらしている。
| |
| 横軸は{\displaystyle a}を、縦軸は{\displaystyle X_{n}}の収束する値を表している。{\displaystyle a=3} で2値の振動へと分岐し、更に分岐を繰り返していくことが分かる。 |

### 実際の個体数の変動
{\displaystyle a=3} の場合。2/3に収束するが、非常に収束が遅い。
{\displaystyle a=3.9} の場合。規則性のない変動となる。

## カオスの判定
カオスにはその必要十分条件が与えられていないことから、カオスの判定は複数の定義の共通を持って、カオス性があるという判定以外に方法が無い。このため、カオスの判定とは必要条件という性質を持つ。多くは、スペクトルの連続性、ストレンジアトラクタ、リアプノフ指数、分岐などを以ってカオスと判定している。
しかしながら、ただのランダムノイズであっても、リアプノフ指数が正になるといった事例が指摘され、こういった面よりノイズとカオスは区別はつかない。そのため、例えばリアプノフ指数や、何をもってストレンジアトラクタと見なすかの指標をそのまま信用してカオスと判定して良いかという問題が起きる。
1992年に、ノイズか決定論的システムから作成されたデータかどうかを検定する「サロゲート法」が提案された。サロゲート法は基本的には統計学における仮説検定にもとづく手法であるため、与えられたデータが検定にパスした場合でも、そのデータについて「仮定したノイズであるとは言いがたい」という主張はできるが、「カオスである」という断定をすることはできず、その意味で決定的な検定方法ではない。以下サロゲート法の概要について説明する。

### サロゲート法
サロゲート法には様々な方法がある。代表的な「フーリエ変換型サロゲート法」について述べる。
帰無仮説: 元時系列は、（予め仮定する）ノイズである
有意水準をαとする
1. 元時系列のパワースペクトルを計算
2. パワースペクトルを元時系列とし、位相をランダムに設定した新スペクトルをN個作成
3. 新スペクトルをフーリエ逆変換して、新時系列をN個作成（これらをサロゲートデータと呼ぶ）
4. 元の時系列の統計値<N個の新時系列の統計値の下α/2を与える値 または N個の新時系列の統計値の上α/2を与える値<元の時系列の統計値 → 帰無仮説棄却（ノイズとは言えない）